# Фрегаты проекта 11356
Фрегаты проекта 11356Р «Буревестник» — по кодификации НАТО — Krivak V — серия российских многоцелевых фрегатов 2-го ранга с управляемым ракетным вооружением ближней, дальней морской и океанской зоны для ВМФ России и ВМС Индии.
На июль 2025 года —запланировано строительство 6 кораблей,  построено 5 (5 в составе флотов), 1 законсервирован. 

## Проект
Фрегат проекта 11356Р (литера «Р» — означает «Российский») разработан Северным проектно-конструкторским бюро на базе экспортного проекта фрегата для ВМС Индии проекта 11356 типа «Тальвар» для ускоренного пополнения корабельного состава Черноморского флота ВМФ России, в связи с затягиванием сроков постройки серии фрегатов проекта 22350 типа «Адмирал Горшков».
Сам проект 11356Р представляет собой модернизированный проект экспортного фрегата 11356 типа «Тальвар» созданного для ВМС Индии, который в свою очередь является дальнейшим развитием проекта сторожевых кораблей 1135 и 1135М «Буревестник», а также пограничных сторожевых кораблей 11351 «Нерей».
Военно-Морской Флот СССР и Морские части Пограничных войск КГБ СССР в общей сложности получили 39 кораблей различных модификаций проекта 1135. Их отменные мореходные качества и хорошие условия обитаемости завоевали симпатии у моряков.
Фрегаты проекта 11356Р унаследовали лучшие свойства от своих предшественников. При этом качественно новыми стали вооружение и электронное оснащение. Так же как и на проекте 11351 «Нерей», у них появилась взлётно-посадочная площадка для вертолёта Ка-27 и ангар для него. Изменилась архитектура корпуса и надстройки, которая отвечает требованиям обеспечения малой заметности. Если сторожевики проектов 1135 и 1135М имеют главным образом противолодочную специализацию, то фрегаты проекта 11356Р — многоцелевые корабли. Основу ударного ракетного вооружения фрегатов составляют универсальные пусковые установки 3С14. Пусковые установки способны использовать ракеты «Калибр» (большинство модификаций).

## Назначение
Корабли проекта предназначены для ведения боевых действий против надводных кораблей и подводных лодок, отражения атак средств воздушного нападения как самостоятельно, так и в составе соединения.
Также в их задачи входят: оборонительные и ударные миссии в Чёрном море, а также прилегающих к нему акваториях; демонстрация Военно-морского флага в Средиземном море и участие в антитеррористических и антипиратских операциях.

## Конструктивные особенности и архитектура

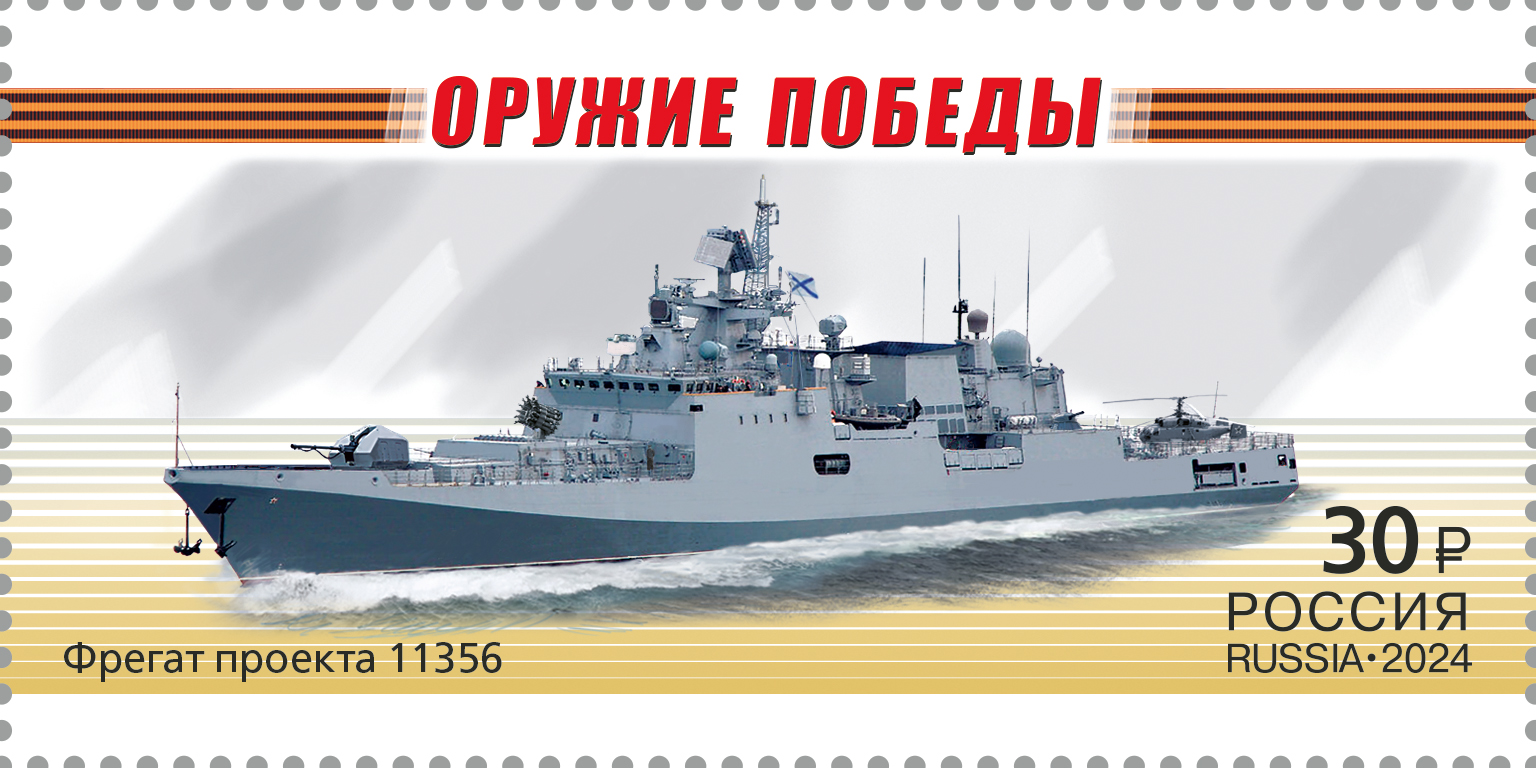
Почтовая марка, 2024 год. Оружие Победы. Современная военная техника. Фрегат проекта 11356

Корпус корабля полубачный, с продлённым полубаком и достаточно полными обводами в надводной части носовой оконечности. Корабль имеет трёхостровную надстройку. Корпус и надстройка корабля выполнены стальными.
При создании корабля, в целях повышения его защищённости и живучести, были использованы методы архитектурной защиты с учётом технологии «стелс», а также реализованы мероприятия по снижению акустической заметности и защиты от оружия массового поражения.
В качестве главной энергетической установки типа COGAG используется одна украинская двухвальная газо-газотурбинная установка ГГТУ-М7Н1 «Зоря — Машпроект», состоящая из двух маршевых газотурбинных двигателей экономичного хода ДС-7 по 8450 л.с. и двух форсажных (ГТД) ДТ-59 производства мощностью по 22 000 л.с., работающих через редукторы на два вала и два винта фиксированного шага (ВФШ).
Суммарная мощность ГЭУ — 60 900 л.с.(44 792 кВт).
Электроэнергетическая система на индийских фрегатах включает 4 китайских дизель-генератора WCM 800/5 суммарной мощностью 3200 кВт; на российских фрегатах другая.

## Вооружение
Вооружение включает в себя восемь ячеек в одной УВП 3С14, универсальную автоматическую 100-мм артиллерийскую установку А-190, 3К90М в том УВП 3С90М (содержащая 24 9М317М), две шестиствольные скорострельные 30-мм установки АК-630М.
Противолодочную и противоторпедную защиту обеспечивают два двухтрубных 533-мм торпедных аппарата и РБУ 6000.

### УКСК 3С14
Вертикальная пусковая установка 3С14, установленная на кораблях проектов 11356Р и 21631, имеет усечённые возможности и позволяет размещение только ракет семейства «Калибр» 3М14, то есть не позволяет размещение ПКР «Оникс», в отличие от аналогичных УКСК на кораблях проектов 22350, 20385 и 1144.2М (данные на 2021 год из открытых источников МО России эту информацию опровергают).
По сообщениям командующих ВМФ в СМИ, ракеты «Калибр» могут поражать надводные цели на дальности до 500 км и наземные цели на дальности 1500—2500 км (в неядерном варианте). В боевой обстановке комплекс Калибр применялся кораблями Каспийской флотилии для нанесения ударов по объектам террористических группировок в Сирии на дальностях до 1500 км.

### Артиллерийский комплекс

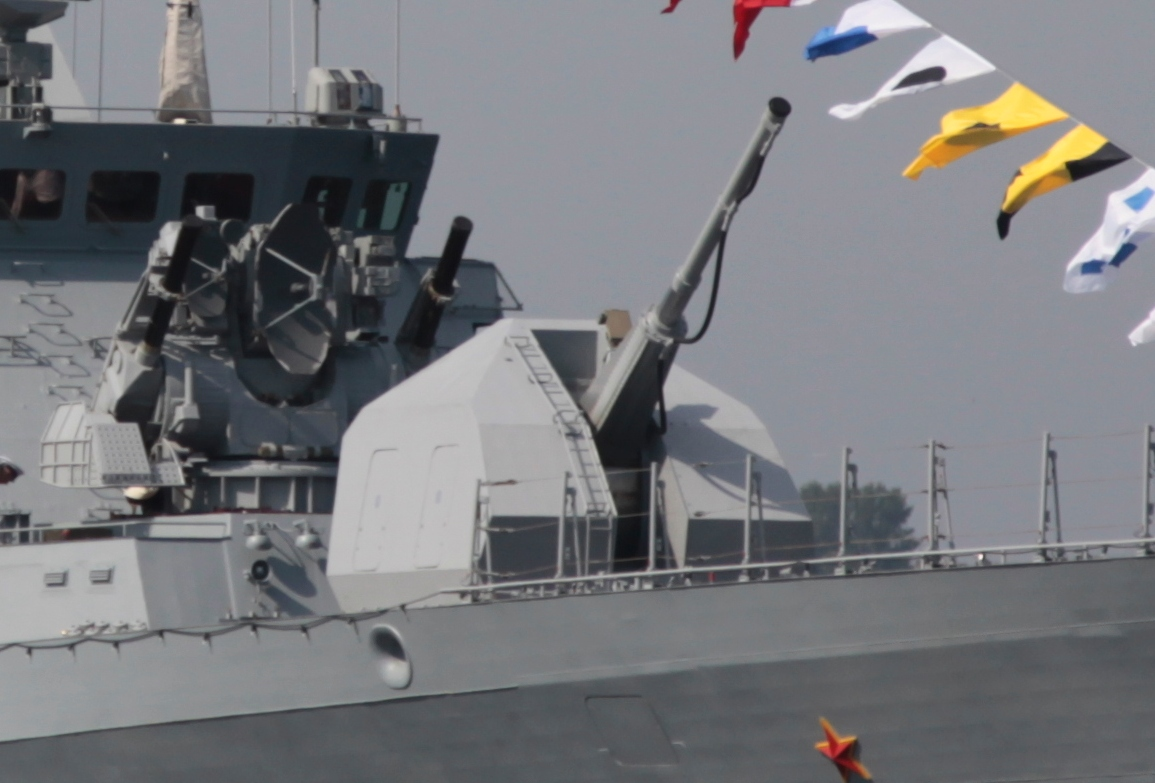
Артиллерийская установка А-190 на корвете «Стерегущий»

Для стрельбы по воздушным и морским целям на сторожевом корабле установлен новейший одноорудийный артиллерийский комплекс 100-мм калибра, обеспечивающий при минимальном времени реакции высокую эффективность стрельбы по воздушным, морским и береговым целям. Состоит из одноорудийной артиллерийской установки А-190 и системы управления стрельбой 5П-10.
Артустановка разработана нижегородским ЦНИИ «Буревестник» и производится на его мощностях в кооперации с ОАО «Мотовилихинские заводы». На сегодняшний день это самая скорострельная морская пушка данного калибра. При 2-сторонней подаче боеприпасов А-190 производит 80 выстрелов в минуту и обеспечивает эффективную дальность стрельбы на расстоянии около 20 км.
С целью постановки на корабли третьего ранга (водоизмещением до 2000 тонн) пушка выполнена в облегчённом варианте. А-190 весит в 2,5 раза меньше по сравнению с выпускаемой ранее артустановкой А-214, масса которой без боекомплекта составляла 35,7 тонны.
Система управления стрельбой 5П-10 «Пума» (разработка — КБ «Аметист», производство АО «РАТЕП») обеспечивает поиск, захват и сопровождение целей в автоматическом режиме.

### Информационно-управляющая система
Сбор и обработку информации, а также выдачу целеуказания всем комплексам вооружений и обороны сторожевого корабля обеспечивает боевая информационно-управляющая система (БИУС) «Требование-М». Специально для корабля данного проекта БИУС «Требование-М» разработало и поставило АО «НПФ „Меридиан“» (С.- Петербург).
«Требование-М» самостоятельно формирует задачи для всех общекорабельных комплексов вооружения, исходя из ситуации опасности: определяет количество пусков и выстрелов, отображает информацию о состоянии боевых средств корабля, передаёт информацию системам защиты. Система способна обрабатывать информацию, поступающую одновременно от 250 источников.

### Зенитный ракетный комплекс средней дальности

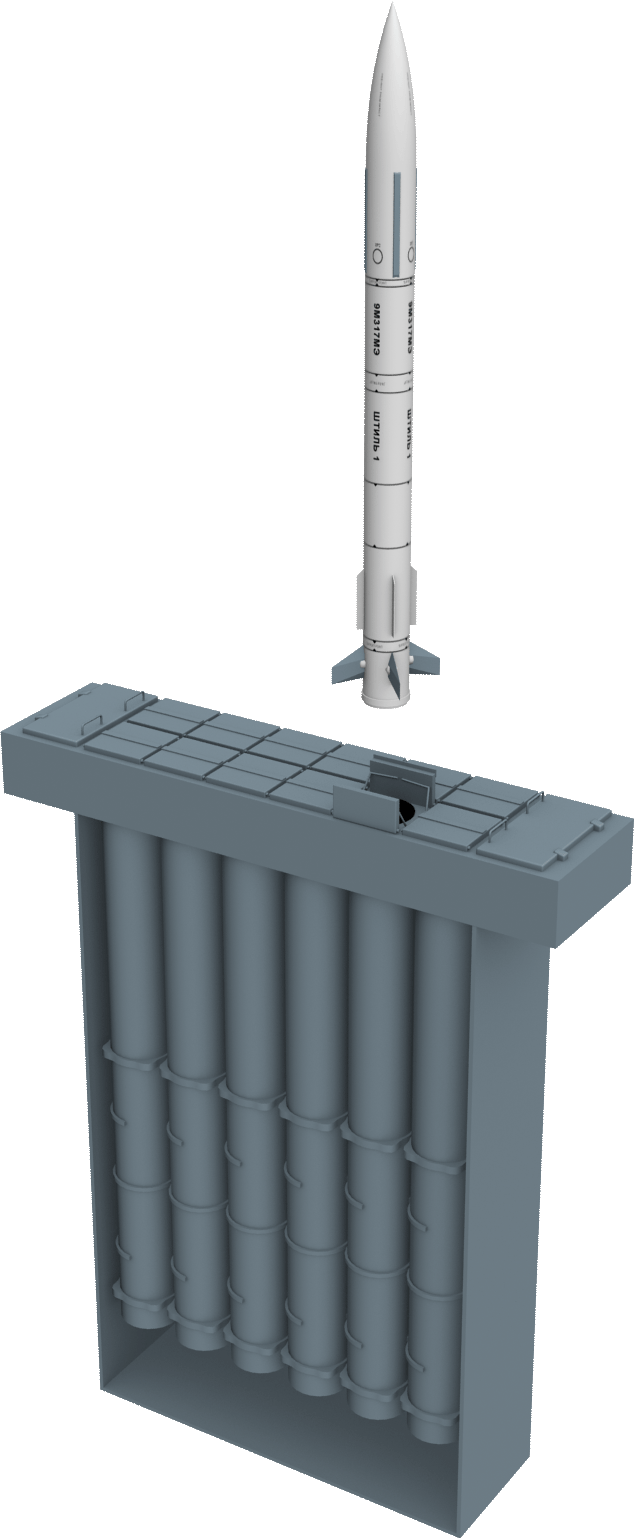
УВП 3С90М и ЗУР 9М317М

Многоканальный зенитный ракетный комплекс средней дальности Индекс УРАВ ВМФ 3К90М используется для отражения массированных атак воздушного противника — на каждую цель может одновременно наводиться до трёх ракет 9М317М. Ожидается, что комплекс будет способен поражать воздушные цели, летящие со скоростью до 3 км/с на дальностях от 2,5 до 70 км и высотах от 5 м до 35 км.

### Зенитный артиллерийский комплекс
На российских кораблях представлен двумя установками 30-мм АК-630М, расположенными по бортам у ангара. Первые три корабля для ВМС Индии вооружались ЗРАК «Каштан», а последующие три вооружены АК-630М.

### Противолодочное оружие

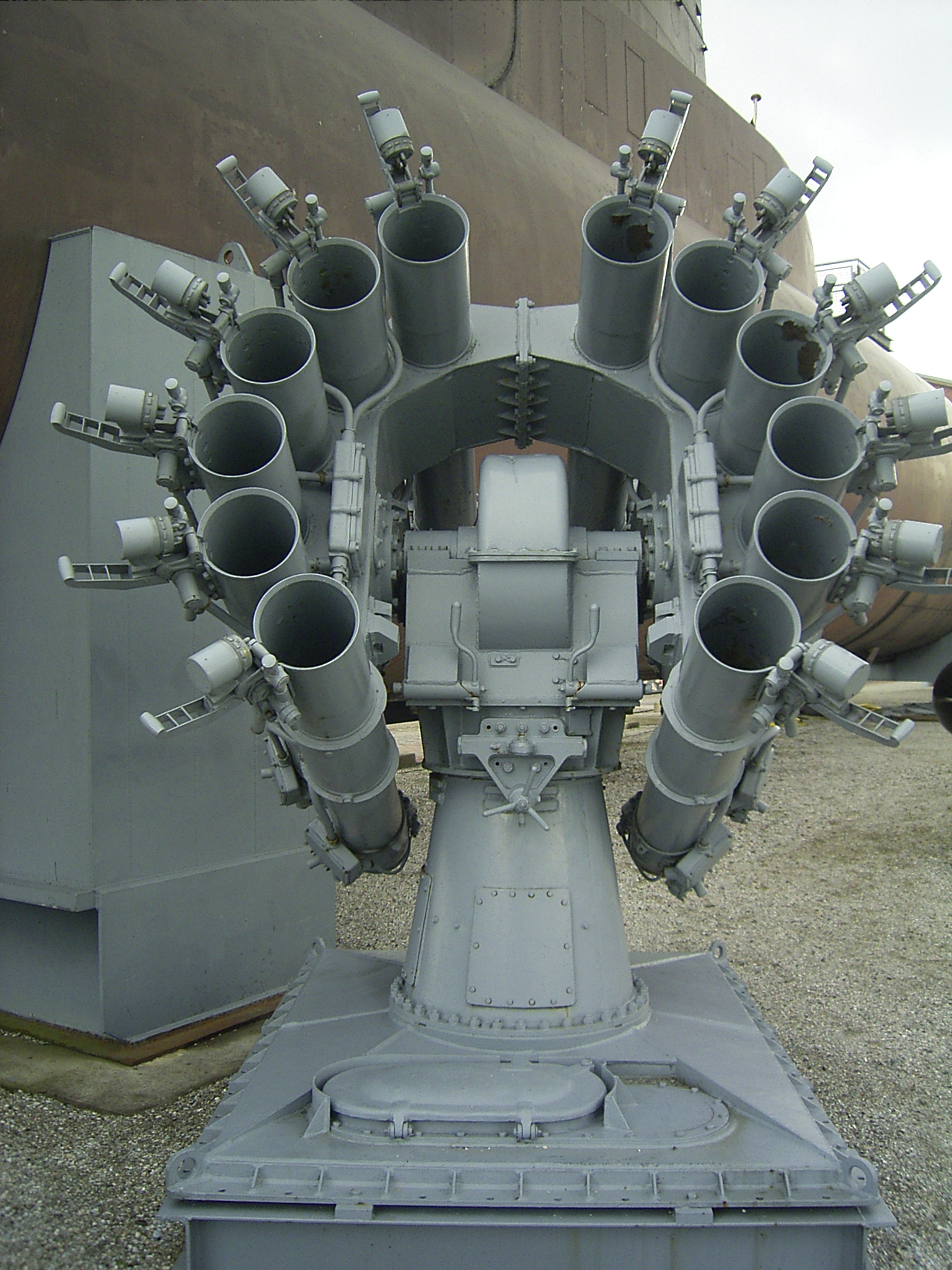
РБУ-6000

2 × 2 спаренных 533-мм торпедных аппарата ДТА-53-11356, 1 × 12 реактивная бомбомётная установка РБУ-6000; предназначено для борьбы с торпедами и подводными лодками противника.

### Радиоэлектронное и гидроакустическое вооружение
Радиолокационное (РЛС типа «Фрегат-М2М») обеспечивает обнаружение целей, определение их координат и сопровождения.
Средства управления оружием — 4 РЛС управления зенитным оружием,РЛС 5П-10 управления артиллерийской установкой.
Вооружение РЭБ — 2 × 4 ПУ ложных целей ПK10, система противоторпедной защиты «Удав» и другие, служит для противодействия средствам поражения противника.

### Авиационное вооружение
Противолодочный вертолёт Ка-27ПЛ или Ка-31, служит для выполнения разведывательных и других задач в ходе борьбы с подводными лодками противника. Для этого сторожевой корабль оборудован ангаром и взлётно-посадочной площадкой.

## История проекта
Программа строительства шести фрегатов проекта 11356Р для Черноморского флота была утверждена в 2010 году. В 2010 и 2011 годах Минобороны РФ заключило два контракта на строительство в общей сложности 6 кораблей. Стоимость каждого контракта составила 40 млрд рублей (около 13 млрд рублей за один корабль). Планировалась включить три корабля в состав Черноморского флота ВМФ России (ЧФ) и три в состав Балтийского флота ВМФ России (БФ), но после аннексии Крыма Россией было принято решение передать все шесть кораблей в состав ЧФ. Позже появилась информация, что дополнительно будут построены ещё три корабля для Тихоокеанского флота ВМФ России (ТОФ), тем самым общее количество увеличится до девяти. Но оставалось неясным, будут ли дополнительно строиться корабли для БФ, как планировалось изначально.
В декабре 2010 года был заложен головной корабль проекта «Адмирал Григорович», в июле 2011 года «Адмирал Эссен», в феврале 2012 года «Адмирал Макаров», в июле 2013 года «Адмирал Бутаков» и в ноябре 2013 года «Адмирал Истомин». А в марте 2014 года «Адмирал Григорович» и в ноябре 2014 года «Адмирал Эссен» были спущены на воду для достройки.
До начала Евромайдана предприятие «Зоря-Машпроект» успело поставить в Россию три газотурбинные установки (ГТУ), а после СНБО Украины официально запретил николаевскому предприятию поставлять их в Россию. 1 июля 2015 года на военно-морском салоне в Петербурге главнокомандующий ВМФ России адмирал Виктор Чирков заявил журналистам, что из-за непоставки Украиной ГТУ для фрегатов проекта 11356Р российский флот откажется от трёх последних кораблей этого типа, а вместо них будут построены 18 малых ракетных кораблей проекта 22800, вооружённых крылатыми ракетами, с началом строительства в 2016 году.
Позже НПО «Сатурн» получили задачу от Министерства обороны и правительства России разработать проект замены украинским ГТУ. Встал вопрос о перепроектировании корабля под ГТУ производства НПО «Сатурн», также не удалось решить вопрос о том, кто будет изготавливать ряд механизмов. Ввод в строй ЧФ фрегата «Адмирал Григорович» был отложен на год и произошёл в марте 2016 года. В мае было объявлено, что не имеющие силовых установок корабли будут достроены и законсервированы до 2020 года, пока для них изготовят российские двигатели. В июне того же года в строй ЧФ был введён фрегат «Адмирал Эссен».
16 октября 2016 года на саммите БРИКС в Гоа было объявлено о продаже недостроенных фрегатов Индии на основании подписанного там соглашения о военно-техническом сотрудничестве. 16 декабря в ряде СМИ появилось сообщение, что, по крайней мере, некоторые из недостроенных кораблей серии получат двигатели российского производства и будут введены в состав ВМФ России.
14 февраля 2017 года было повторно объявлено о возможной продаже Индии недостроенных кораблей. в июне газета «Известия» в материале «Застрявшие „Буревестники“ вернут в серию. Российские кораблестроители возобновляют строительство фрегатов проекта 11356Р, прекращенное из-за отказа Киева поставлять двигатели» сообщила, что Объединённая судостроительная корпорация (ОСК) возобновит работу над тремя фрегатами проекта 11356Р в 2018 году. Решение о продолжении работ принято по итогам предварительных испытаний новейших российских газотурбинных установок М70ФРУ и М90ФР. По мнению экспертов, появление этих кораблей существенно расширит возможности Военно-морского флота (ВМФ) в Средиземном море, Центральной и Северной Атлантике, а также Арктической зоне.
1 июля 2017 года заместитель главнокомандующего ВМФ России по вооружению вице-адмирал В. И. Бурсук в ходе Международного военно-морского салона (МВМС-2017) заявил журналистам, что вторая тройка кораблей, простаивавшая из-за непоставок Украиной двигателей («Адмирал Бутаков», «Адмирал Истомин» и «Адмирал Корнилов») будет достроена и передана Черноморскому флоту ВМФ России. В сентябре появилась информация об возможном заключении контракта с Индией на строительство фрегатов по схеме «2+2», предполагающего строительство двух в России и двух в Индии. При этом, по заявлению помощника президента РФ по вопросам военно-технического сотрудничества Владимира Кожина, Россия может поставить два недостроенных фрегата из второй тройки. ГЭУ для данных фрегатов индийская сторона должна была закупить у Украины самостоятельно.
23 августа 2017 года в ходе международного военно-технического форума «Армия-2017» вице-президент Объединённой судостроительной корпорации Игорь Пономарёв официально подтвердил, что только один из недостроенных кораблей — «Адмирал Бутаков» — достроят для российского ВМФ, оснастив российскими газотурбинными двигателями, а два остальных — «Адмирал Истомин» и «Адмирал Корнилов» — всё-таки продадут Индии.
11 января 2018 года заместитель министра обороны РФ Юрий Борисов заявил журналистам, что вторая тройка фрегатов проекта 11356Р, строительство которой простаивало из-за отказа украинского предприятия «Зоря-Машпроект» поставить для них силовые установки, будет достроена с российскими двигателями, а их будущее место службы определит руководство ВМФ России: «Они заложены и сейчас в разной степени готовности, их строительство было приторможено именно по причине отсутствия силовых установок, но теперь их строительству ничего не мешает. Куда они пойдут — решит флот». 
В 2019 года индийский военный сайт LiveFistdefence.com сообщил, что российская верфь «Янтарь» построит 2 фрегата класса «Advanced Talwar» (проект 11356) и поставит их ВМС Индии к концу 2022 года, при этом первый авансовый платёж на сумму 950 миллионов долларов США в рамках соглашения о постройке 4 фрегатов проекта 11356 Индия уже перевела. По условиям соглашения, к 2 недостроенным корпусам фрегатов 11356, от которых российский флот был вынужден отказаться из-за войны на Украине, будут опционально добавлены ещё 2 корабля, которые построят по лицензии на верфи индийской государственной компании Goa Shipyard Ltd. Газотурбинные установки (ГТУ) были напрямую закуплены Индией на Украине и будут поставляться на «Янтарь» индийским правительством, заявил генеральный директор прибалтийского судостроительного завода «Янтарь» Эдуард Ефимов.
В феврале 2021 года Прибалтийский судостроительный завод «Янтарь» (входит в Объединённую судостроительную корпорацию) передал Минобороны России предложения, как можно достроить фрегат проекта 11356 «Адмирал Корнилов», о чём в интервью ТАСС сообщил генеральный директор предприятия Илья Самарин: «Соответствующие предложения были изложены заместителю министра обороны Алексею Юрьевичу Криворучко при его визите на „Янтарь“ в октябре. Доведён ряд направлений, по которым корабль (фрегат „Адмирал Корнилов“) мог бы быть достроен. <...> Корпус корабля сформирован. При решении вопроса с главной энергетической установкой его можно было бы строить дальше. Мы ждём решение Минобороны».
В начале 2022 года принято решение о консервации корпуса.

## Представители проекта
| № | Наименование         | Борт № | Зав №        | Закладка               | Спуск на воду          | Вступление в строй | Место службы | Состояние                                                           | Примечания             |
| - | -------------------- | ------ | ------------ | ---------------------- | ---------------------- | ------------------ | ------------ | ------------------------------------------------------------------- | ---------------------- |
| 1 | «Адмирал Григорович» | 745    | 01357        | 18.12.2010             | 14.03.2014             | 11.03.2016         | ЧФ           | В строю                                                             | В составе 30-й ДиНК ЧФ |
| 2 | «Адмирал Эссен»      | 751    | 01358        | 08.07.2011             | 07.11.2014             | 07.06.2016         | ЧФ           | В строю                                                             | В составе 30-й ДиНК ЧФ |
| 3 | «Адмирал Макаров»    | 799    | 01359        | 29.02.2012             | 02.09.2015             | 27.12.2017         | ЧФ           | В строю                                                             | В составе 30-й ДиНК ЧФ |
| 4 | INS «Tushil»         | F70    | 01360/ 01457 | 12.07.2013/ 14.08.2019 | 02.03.2016/ 28.10.2021 | 09.12.2024         | ВМС Индии    | В строю                                                             |                        |
| 5 | INS «Tamal»          | F71    | 01361/ 01458 | 15.11.2013/ 14.08.2019 | 11.2017/ 2024          | 01.07.2025         | ВМС Индии    | В строю                                                             |                        |
| 6 | «Адмирал Корнилов»   |        | 01362        | 12.2013                | 11.2017                |                    |              | Готовый корпус законсервирован, планируется достройка для ВМС Индии |                        |

Цвета таблицы:

Белый — не достроен или утилизирован неспущенным на воду

 Зелёный  — действующий в составе ВМФ России

 Красный  — списан, утилизирован или потерян

## Оценка проекта
Решение о строительстве многоцелевых кораблей фрегатов проекта 11356Р вызвало неоднозначную реакцию. С одной стороны, ряд специалистов указывает на то, что одновременно российский флот заказывает корабли сразу двух типов — фрегаты проекта 22350 и фрегаты проекта 11356Р, что противоречит ранее провозглашённой политике стандартизации. Действительно, «разнотипье» оборачивается увеличением расходов на содержание и ремонт кораблей. Это подтверждено российской и мировой практикой.
С другой стороны, фрегаты проекта 22350 — корабли нового проекта, и, несомненно, потребуется время для окончательной доводки всех их систем. Как показывает российская практика, процесс этот по разным причинам, начиная от недостаточного финансирования и кончая недобросовестностью некоторых контрагентов, может затянуться на годы. Фрегаты же проекта 11356Р освоены промышленностью: шесть кораблей этого проекта для ВМС Индии построены Балтийским заводом и Судостроительным заводом «Янтарь» и успешно эксплуатируются. Конечно, российские фрегаты будут отличаться от индийских. Как отметил главный конструктор проекта Вилор Перевалов: «корпус — такой же, а вот начинка вся — отечественного производства».
Второй веский аргумент в пользу фрегатов проекта 11356Р — эти корабли предназначены именно для Черноморского флота. В их задачи будут входить демонстрация Андреевского флага в Средиземном море и участие в антипиратских операциях. Разумеется, они способны выполнять оборонительные и ударные миссии в Чёрном море и прилегающих к нему акваториях. В то время как фрегаты проекта 22350 больше подходят для службы на Северном и Тихоокеанском флотах.
Следует обратить внимание и на то, что фрегаты проекта 11356Р — по сути, не что иное, как глубокая модернизация сторожевых кораблей проектов 1135 и 1135М «Буревестник», которые с 1968 года большой серией строились на «Янтаре» (18 единиц), а также пограничных сторожевых кораблей проекта 11351 «Нерей». Их отменные мореходные качества и хорошие условия обитаемости завоевали симпатии у моряков. Военно-Морской Флот Российской Федерации и Береговая охрана Пограничной службы ФСБ России (морские части КГБ СССР) в общей сложности получили 39 кораблей этого семейства. По состоянию на 2018 год в строю Черноморского Флота России сторожевые корабли «Ладный» проекта 1135 и «Пытливый» проекта 1135М, в рядах береговой охраны Пограничной службы ФСБ России дальневосточные рубежи охраняют два «Нерея» — «Дзержинский» и «Орёл». Кроме того, однотипный с ними корабль «Гетман Сагайдачный» — флагман ВМС Украины.
Фрегаты проекта 11356Р фактически созданы на основе «бюджетного» фрегата для Индийского ВМФ проекта 11356 типа «Тальвар». Данный проект построен в основном на технологиях и системах вооружения 1990-х годов, что по замыслу заказчиков в ВМФ РФ должно было ускорить строительство и введение в строй. Более того, даже по сравнению с индийскими проектами 11356 типа «Тальвар» часть систем была снята, например 11356Р лишился буксируемой ГАС. Другая часть была заменена упрощёнными аналогами, в частности установлена устаревшая подкилевая ГАС (максимальная дальность обнаружения МГК-335 12 км, против 15 км у не самой современной APSOH в индийской версии, ГАС «Заря» на проектах 20380/22350 от 18 до 45 км), не самые современные ЗРАК «Каштан» заменены на более старые АК-630М. На фрегатах проекта 11356Р имеется ракетный комплекс Калибр-НК. Средства ПЛО (торпедные аппараты) и противоторпедной обороны РБУ-6000 (РГБ-60, 90Р, 90Р1) имеют избыточную массу и пониженные ТТХ, например по сравнению с комплексом «Пакет-НК». ЗРК 3К90М менее совершенный по ТТХ и массе в сравнении с ЗРК «Редут» на фрегатах проекта 22350. БИУС «Требование-М» установленная на фрегатах 11356Р уступает по возможностям автоматизации БИУС «Сигма» фрегатов проекта 22350 и корветов проекта 20380.